# Interamma saniosa
Interamma saniosa är en insektsart som först beskrevs av William Lucas Distant 1907.  Interamma saniosa ingår i släktet Interamma och familjen Derbidae. Inga underarter finns listade i Catalogue of Life.